# Il canto del cigno (film 2021)
Il canto del cigno (Swan Song) è un film del 2021 scritto e diretto da Benjamin Cleary.
Il film è ambientato in un futuro distopico, in cui a Cameron Turner viene diagnosticata una malattia terminale incurabile al quale viene data una unica soluzione: sostituirsi con un clone.

## Trama
Cameron Turner è un uomo gravemente malato ma nasconde la sua condizione a sua moglie Poppy e al loro piccolo figlio Cory. Desiderando proteggere la sua famiglia dal dolore della sua imminente morte, si rivolge a un laboratorio sperimentale a Vancouver, l'Arra Labs, dove il dottor Jo Scott e lo psicologo Dalton offrono una procedura innovativa: la clonazione. Il loro obiettivo è quello di creare duplicati sani dei loro pazienti, completi di memorie e subconscio, permettendo loro di donare una "versione" di sé stessi ai propri cari, risparmiando loro il dolore della perdita. Il laboratorio si trova immerso nella natura, un rifugio che funge anche da hospice per coloro che si avvicinano alla fine della vita. Dopo aver creato il clone perfetto di Cameron, con tutti i suoi ricordi, il duplicato viene chiamato Jack. Tuttavia, quando Jack inizia a vivere la sua nuova vita con la famiglia di Cameron, quest'ultimo si trova a dover affrontare dubbi profondi. Il suo clone, ora integrato nel nucleo familiare, vivrà felice con Poppy e Cory, mentre lui stesso trascorrerà gli ultimi giorni in solitudine nel laboratorio.
Il film esplora il delicato equilibrio tra il desiderio di proteggere i propri cari e le implicazioni morali ed emotive di una simile scelta. Cameron deve confrontarsi con i suoi sentimenti di inadeguatezza e gelosia verso il suo doppio, mentre il team dell'Arra Labs si trova a fronteggiare questioni etiche complesse legate alla natura della clonazione e alla sua applicazione nella vita umana.

## Distribuzione
La pellicola è stata distribuita a livello globale da Apple TV+ sulla propria piattaforma streaming a partire dal 17 dicembre 2021.

## Riconoscimenti
- 2022 – Golden Globe
  - Candidatura per il miglior attore in un film drammatico a Mahershala Ali[2]